# Башков
Башков (рум. Bașcov) — село у повіті Долж в Румунії. Входить до складу комуни Сопот.
Село розташоване на відстані 204 км на захід від Бухареста, 24 км на захід від Крайови.

## Населення
За даними перепису населення 2002 року у селі проживали 369 осіб, усі — румуни. Усі жителі села рідною мовою назвали румунську.